# تاجوری
تاجوری (به انگلیسی: Tajori) یک شهرک در پاکستان است که در ناحیه لکی واقع شده‌است.